# النزاع المائي (نهر الأردن)
النزاع المائي هو مصطلح يُشير إلى سلسلة من المواجهات بين إسرائيل والدول العربية المجاورة في منطقة غور الأردن ومرتفعات الجولان، من تشرين الثاني (نوفمبر) 1964 إلى أيار (مايو) 1967، حول السيطرة على مصادر المياه في حوض تصريف نهر الأردن.

### التوترات المبكرة 1949 - 1964

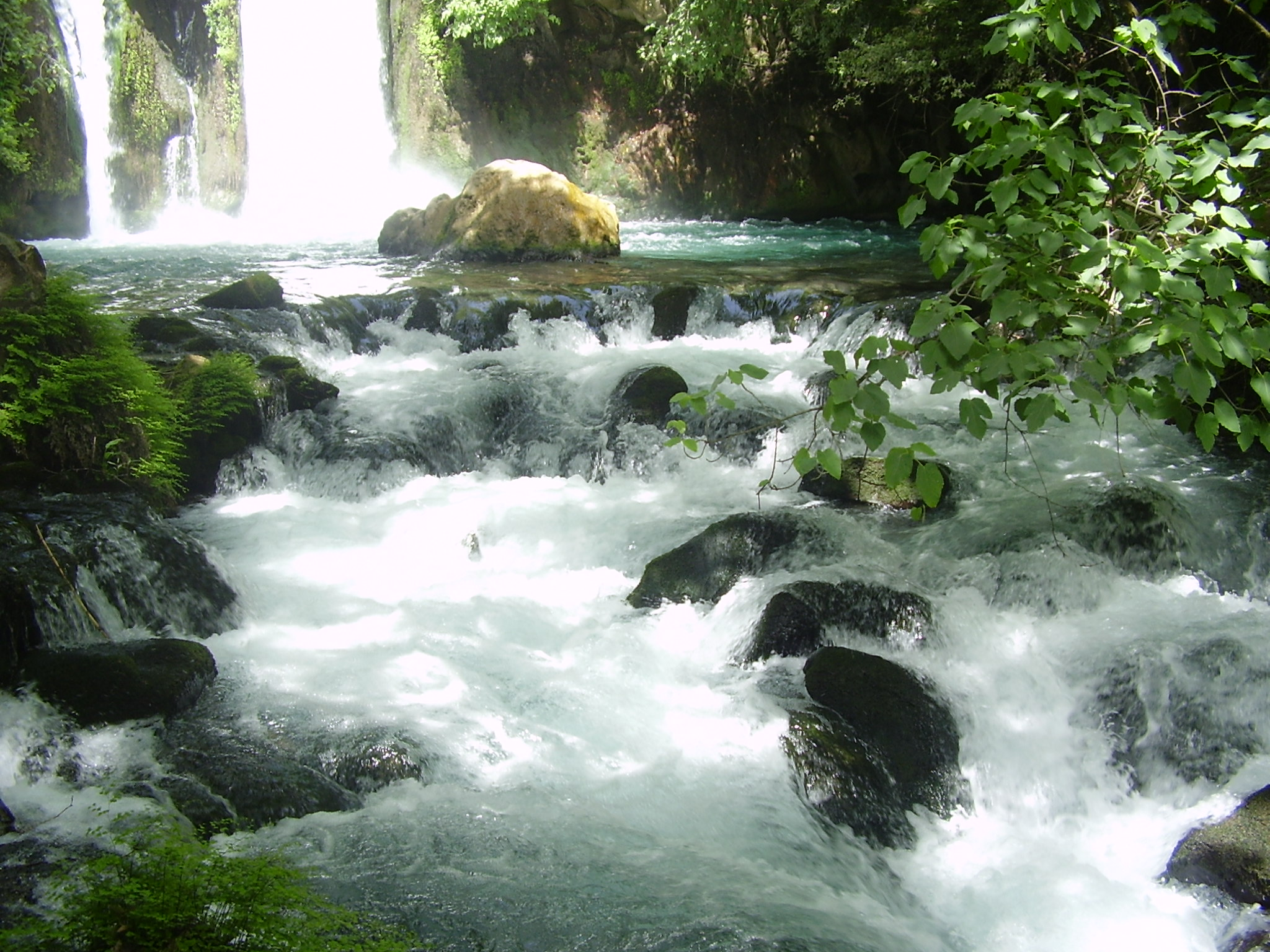
شلالات بانياس الحولة في مرتفعات الجولان.

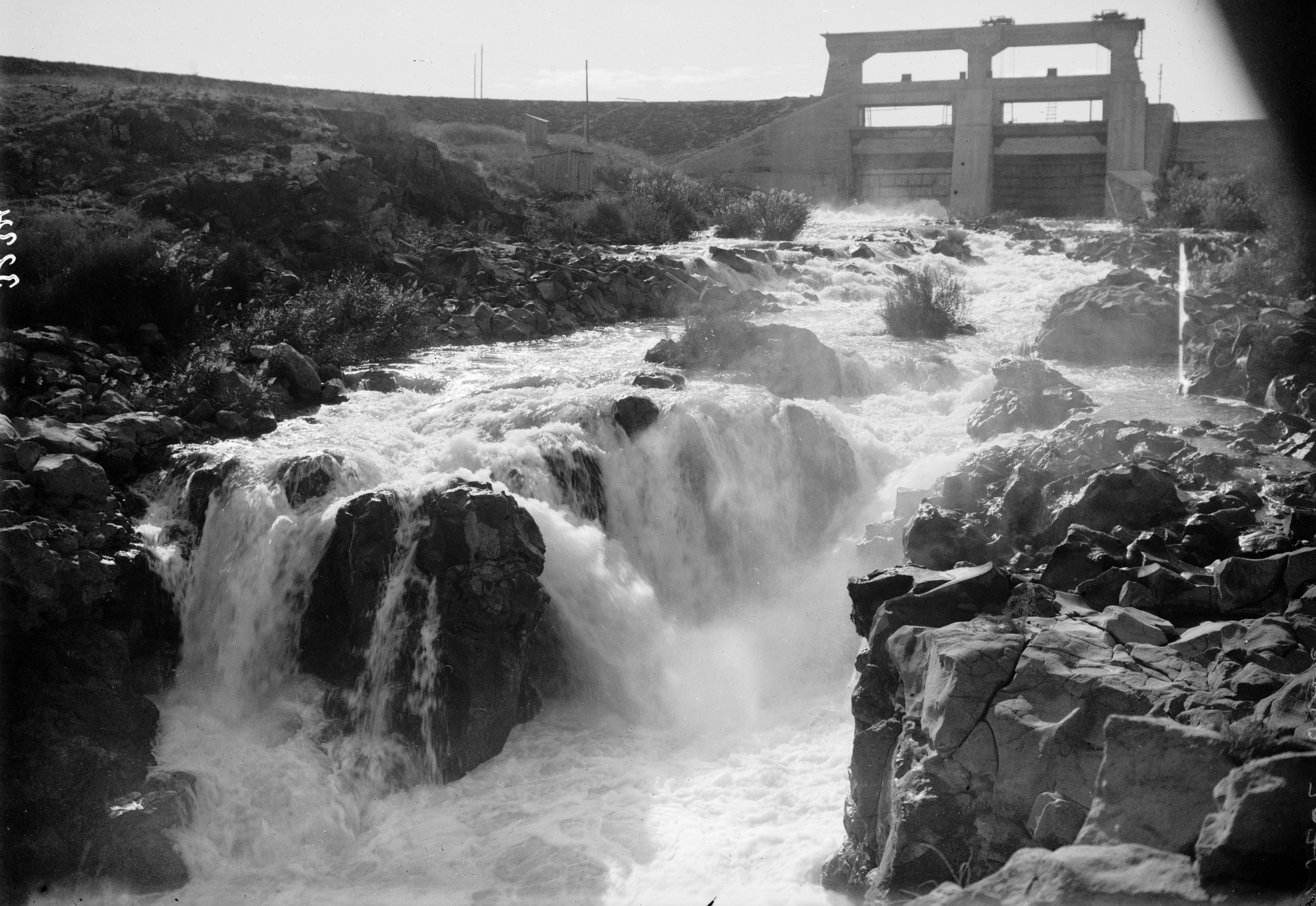
مياه الفيضان الخارجة من خزان اليرموك إلى نهر اليرموك في عام 1933.

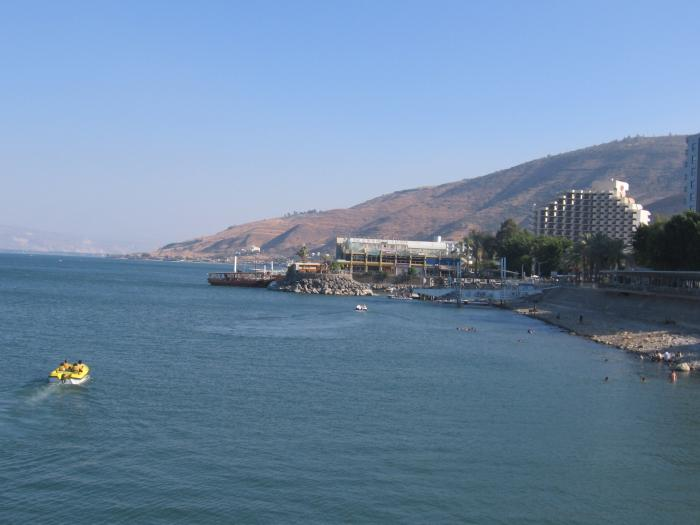
بحيرة طبرية في فلسطين.
